# Степанян, Артур Калинович
Арту́р Кали́нович Степаня́н (арм. Արթուր Ստեփանյան; род. 14 апреля 1987, Орджоникидзе) — российский и армянский футболист, защитник.

## Биография
Сын футболиста и тренера Калина Степаняна. Воспитанник СДЮШОР «Юность» Владикавказ. Выступал за саратовский «Сокол», ереванский «Пюник», егорьевский «Сатурн», пермский «Амкар» и на правах аренды в новороссийском «Черноморце». В начале 2010 года перешёл в «Газовик». Со второй половины чемпионата выступал в нижнекамском «Нефтехимике».

### Отсрочка от армии
27 января 2011 по решению правительства Армении трём игрокам национальной сборной — Артуру Степаняну, Гургену Меликсетяну и Сергею Оганесяну — была предоставлена отсрочка от армии. Позднее выяснилось, что об этих людях не упоминается на сайте Федерации футбола Армении ни в одном разделе: они не вызывались в сборную вообще и о них не было никаких сведений. Несмотря на разъяснения Исполнителя обязанностей ответственного по связям с общественностью Тиграна Исраэляна о том, кем являются эти люди, найти футболистов не удалось.

## Достижения
- «Сокол»
  - Бронзовый призёр Первого дивизиона: 2004
- «Пюник»
  - Чемпион Армении: 2006
  - Финалист Кубка Армении: 2006
  - Финалист Суперкубка Армении: 2006